# 川後陽菜
川後 陽菜（かわご ひな、1998年〈平成10年〉3月22日 - ）は、日本のモデル、プロデューサー、YouTuberであり、YouTuber集団カオスピピス、ガールズグループYouplus、女性アイドルグループ乃木坂46の元メンバー、『Popteen』の元専属モデルである。旧名義、川相 陽菜（かわい ひな）。福岡県生まれ、長崎県西海市出身。LAND所属。

## 来歴
川相陽菜の芸名で青春女子学園メンバーとしてデビュー。
2011年（平成23年）8月21日、乃木坂46の1期生オーディションに合格した。同年9月22日、乃木坂46は本名での活動が原則のため、本名である川後陽菜の名で活動することを発表した。
2013年（平成25年）11月27日、乃木坂46の7thシングル「バレッタ」で初の選抜メンバーに選ばれた。
2014年（平成26年）10月10日、雑誌『MARQUEE』VOL.105（マーキー・インコーポレイティド）より、川後が乃木坂46メンバーをプロデュースする「川後Pの魔法でプロデュース☆彡」を開始。最後の連載となった2018年12月15日発売のVOL.130では、過去の連載の再録を含め124ページに亙る特集が組まれた。
2015年（平成27年）6月29日、『乃木坂工事中』（テレビ愛知）で、雑誌『Popteen』（角川春樹事務所）の専属モデルを9月号（8月1日発売）より務めることが発表された。2018年10月1日、自身のブログで同日発売の11月号をもって専属モデルを卒業することを発表した。
2018年（平成30年）11月22日、自身のブログで、乃木坂46からの卒業を発表。同年12月16日、卒業記念トークイベント「ひなめろらんど」を開催。ゲストとして深川麻衣（乃木坂46の元メンバー）が出演した。同年12月20日、東京・武蔵野の森総合スポーツプラザメインアリーナで開催された『乃木坂46アンダーライブ全国ツアー2018 〜関東シリーズ〜』公演をもって乃木坂46を卒業。
2019年（平成31年）2月10日、長崎ランタンフェスティバルに皇后役で参加。同年4月9日、講談社 （第一事業局第一戦略部内）が主催するミスiD2020オーディションの選考委員となり、ミスiD2021オーディションでも選考委員を務める。乃木坂46在籍時代にも2015年9月14日（13日深夜）放送の『乃木坂工事中』でミスiDについてプレゼンしたことがある。
2021年（令和3年）4月3日、YouTubeグループ・カオスピピスに参加することを発表。同年11月13日、ガールズグループ・Youplus（ユープラス）のメンバーに入ることを発表。同年12月22日、1stEP「TO THE NIGHT OF THE COSMIC EXPRESS」で再デビュー。
2023年（令和5年）7月8日、「Youplusから大切なお知らせ」をSNSに公表し、Youplusが2023年9月3日で解散することを発表。さらに解散発表の翌日である7月9日をもってYouplusから脱退。『川後陽菜 & YONAKA Band』や、ディレクターを務めるアパレルブランド『YONAKA』での活動は続けるとしている。その後『川後陽菜 & YONAKA Band』として、9月27日にLAND MUSIC / WARNER MUSIC JAPANより「ふたつの影」をリリース。

## 人物
愛称は、川後P、ひなぴょん、てぃーちゃん。
アンジュルム元メンバーの中西香菜は高校時代の同級生。AKB48元メンバーの橋本耀、湯本亜美は友達。

### 特技
学生時代は空手、剣道を習っていた。

### 乃木坂46
元メンバーの橋本奈々未、相楽伊織、松井玲奈と仲が良く、松井とはメールでアイドルトークをする仲である。

## 作品

### シングル
乃木坂46
- 左胸の勇気（2012年2月22日、SRCL-7900/6） - EAN 4988009051550。
- 乃木坂の詩（2012年2月22日、SRCL-7900/1） - EAN 4988009051550。
- 白い雲にのって（2012年2月22日、SRCL-7906） - EAN 4988009051598。
- 狼に口笛を（2012年5月2日、SRCL-7970/1） - EAN 4988009052267。
- 涙がまだ悲しみだった頃（2012年8月22日、SRCL-8058/9） - EAN 4988009052861。
- 海流の島よ（2012年8月22日、SRCL-8064） - EAN 4988009052915。
- 春のメロディー（2012年12月19日、SRCL-8205/6） - EAN 4988009056456。
- 13日の金曜日（2013年3月13日、SRCL-8255/6） - EAN 4988009080840。
- 扇風機（2013年7月3日、SRCL-8317/8） - EAN 4988009084732。
- 人間という楽器（2013年7月3日、SRCL-8321） - EAN 4988009084756。
- バレッタ（2013年11月27日、SRCL-8423/30） - EAN 4988009087887。
- 月の大きさ（2013年11月27日、SRCL-8423/30） - EAN 4988009087887。
- そんなバカな・・・（2013年11月27日、SRCL-8425/6） - EAN 4988009087894。
- 生まれたままで（2014年4月2日、SRCL-8524/5） - EAN 4988009092300。
- ここにいる理由（2014年7月9日、SRCL-8567/8） - EAN 4988009094236。
- 私、起きる。（2014年10月8日、SRCL-8623/4） - EAN 4988009097268。
- あの日 僕は咄嗟に嘘をついた（2014年10月8日、SRCL-8625/6） - EAN 4988009097275。
- 君は僕と会わない方がよかったのかな（2015年3月18日、SRCL-8784/5） - EAN 4988009104591。
- 別れ際、もっと好きになる（2015年7月22日、SRCL-8844/5） - EAN 4988009110790。
- 嫉妬の権利（2015年10月28日、SRCL-8910/6） - EAN 4988009116754。
- 不等号（2016年3月23日、SRCL-9032/3） - EAN 4988009125503。
- シークレットグラフィティー（2016年7月27日、SRCL-9145/6） - EAN 4988009131429。
- ブランコ（2016年11月9日、SRCL-9260/1） - EAN 4547366278873。
- 風船は生きている（2017年3月22日、SRCL-9374/5） - EAN 4547366297539。
- アンダー（2017年8月9日、SRCL-9491/92） - EAN 4547366319163。
- My rule（2017年10月11日、SRCL-9576/7）  - EAN 4547366330335。
- Against（2018年4月25日、SRCL-9782/90） - EAN 4547366354140。
- 新しい世界（2018年4月25日、SRCL-9784/5） - EAN 4547366354157。
- 三角の空き地（2018年8月8日、SRCL-9913/4） - EAN 4547366369465。
- 日常（2018年11月14日、SRCL-9976/7） - EAN 4547366382044。

こじ坂46
- 風の螺旋（2014年11月26日、KIZM-90317/8） - EAN 4988003460884。

カオスピピス
- MY BORDERLINE（2021年4月4日）[30]
- FLeeLy（2021年4月10日）[31]

Youplus
- Delight（2021年4月13日、SCYP-004） - EAN 4571517320128。
- Last Laugh（2021年11月24日）[32]
- TO THE NIGHT OF COSMIC EXPRESS（2021年12月22日、SCYP-001/2） - EAN 4571517320074。
- 無邪気（2022年11月23日、SCYP-009/12） - EAN 4571517320166。

### アルバム
乃木坂46
- 透明な色（2015年1月7日、SRCL-8662/7） - EAN 4988009099934。
- それぞれの椅子（2016年5月25日、SRCL-9078/86） - EAN 4988009128580。
- 生まれてから初めて見た夢（2017年5月24日、SRCL-9437/44） - EAN 4547366307825。
- 僕だけの君〜Under Super Best〜（2018年1月10日、SRCL-9630/7） - EAN 4547366336214。
- 今が思い出になるまで（2019年4月17日、SRCL-11140/7） - EAN 4547366401325。
- Time flies（2021年12月15日、SRCL-12020/30） - EAN 4547366534184。

Youplus
- 流星群（2023年7月7日、SCYP-017/19） - EAN 4571517320210。

### 映像作品
- 川後陽菜×山田篤宏（2012年2月22日） - EAN 4988009051567。
- 川後陽菜×山田篤宏（2012年5月2日） - EAN 4988009052243。
- 川後陽菜×山田篤宏（2012年8月22日） - EAN 4988009052250。
- 川後陽菜（2012年12月19日） - EAN 4988009056432。
- 川後陽菜×佐藤有一郎（2013年3月13日） - EAN 4988009080833。
- 16人のプリンシパル@PARCO劇場ダイジェスト（2013年7月3日） - EAN 4988009084725。
- 初夏の全力! 乃木坂46大運動会（2013年7月3日） - EAN 4988009084732。
- 川後陽菜×山崎連基（2013年11月27日） - EAN 4988009087900。
- 乃木坂46 1ST YEAR BIRTHDAY LIVE 2013.2.22 MAKUHARI MESSE（2014年2月5日） - EAN 4988009090900。
- NOGIBINGO!（2014年3月7日） - EAN 4988021109758。
- Creator's Etude 倉持裕編（2014年4月2日） - EAN 4988009092294。
- 川後陽菜×YUKIO-BU（2014年7月9日） - EAN 4988009094229。
- NOGIBINGO!2（2014年9月12日） - EAN 4988021299015。
- 川後陽菜（2014年10月8日） - EAN 4988009097268。
- 川後陽菜&斎藤ちはる（2015年3月18日） - EAN 4988009104461。
- NOGIBINGO!3（2015年4月24日） - EAN 4988021729635。
- AKB48 リクエストアワーセットリストベスト1035 2015（2015年4月30日） - EAN 4580303213667。
- 乃木坂46 2ND YEAR BIRTHDAY LIVE 2014.2.22 YOKOHAMA ARENA（2015年6月17日） - EAN 4988009110134。
- 川後陽菜&相楽伊織（2015年7月22日） - EAN 4988009110783。
- NOGIBINGO!4（2015年10月16日） - EAN 4988021729734。
- 川後陽菜（2015年10月28日） - EAN 4988009116747。
- 悲しみの忘れ方 Documentary of 乃木坂46（2015年11月18日） - EAN 4988104099327。
- 初森ベマーズ（2016年1月20日） - EAN 4988104099433。
- NOGIBINGO!5（2016年2月19日） - EAN 4988021729871。
- 川後陽菜（2016年3月23日） - EAN 4988009124919。
- 乃木坂46 3rd YEAR BIRTHDAY LIVE 2015.2.22 SEIBU DOME（2016年7月6日） - EAN 4988009129518。
- NOGIBINGO!6（2016年9月30日） - EAN 4988021714662。
- 乃木坂46 4th YEAR BIRTHDAY LIVE 2016.8.28-30 JINGU STADIUM（2017年6月28日） - EAN 4547366310580。
- NOGIBINGO!7（2017年8月4日） - EAN 4988021146081。
- NOGIBINGO!8（2018年3月16日） - EAN 4988021146821。
- 乃木坂46 5th YEAR BIRTHDAY LIVE 2017.2.20-22 SAITAMA SUPER ARENA（2018年3月28日） - EAN 4547366344523。
- 乃木坂46 真夏の全国ツアー2017 FINAL! IN TOKYO DOME（2018年7月11日） - EAN 4547366363999。
- NOGIBINGO!9（2018年10月19日） - EAN 4988021147392。
- 乃木坂46 6th YEAR BIRTHDAY LIVE 2018.07.06-08 JINGU STADIUM&CHICHIBUNOMIYA RUGBY STADIUM（2019年7月3日） - EAN 4547366411270。
- NOGIBINGO!10（2019年10月25日） - EAN 4988021148757。
- いつのまにか、ここにいる Documentary of 乃木坂46（2019年12月25日） - EAN 4988104123695。

## 出演

### ラジオ
- Next-Colorz 川後陽菜の好いとっとラジオ（2019年4月 - 2020年6月、FMからつ・ミュージックバード）[33]
- よなよな かわご（2022年4月2日 - 2023年3月25日、FM長崎）[34][35]
- 川後の夜中にどげんしたと?（2022年4月3日 - 、FM福岡）[6]

### ネット配信
- ひなめろらんどinニコニコ（2019年4月1日 - 、ニコニコチャンネル）[36][37]

### イベント
- 川後さんといっしょ（2019年6月5日 - 、ロフトプラスワン・LOFT9 Shibuyaなど）吉田豪（公式お兄ちゃん[注 1]）と出演[38]

## 書籍

### 写真集
- 川後陽菜 1st写真集「インタビューフォトブック」（2020年3月3日、ロフトブックス）[39]

### 雑誌連載
- MARQUEE（2014年10月1日 - 2018年12月15日、マーキー・インコーポレイティド）川後Pの魔法でプロデュース☆彡
- Popteen（2015年8月1日 - 2018年11月1日、角川春樹事務所）専属モデル[4]